# Carinastele kristelleae
Carinastele kristelleae är en snäckart som beskrevs av B.A. Marshall 1988. Carinastele kristelleae ingår i släktet Carinastele och familjen Calliostomatidae. Inga underarter finns listade i Catalogue of Life.